# Royal Rumble (2015)
Royal Rumble 2015 fue la vigesimoctava edición de Royal Rumble, un evento pago por visión de lucha libre profesional, producido por la WWE. El evento se llevó a cabo el 25 de enero de 2015 desde el Wells Fargo Center en Filadelfia, Pensilvania. El tema principal del evento fue "Gonna Be a Fight Tonight" de Danko Jones. Fue el primer evento Royal Rumble en ser emitido por el WWE Network.

## Argumento
Como es tradición en este evento anual, se destaca el Royal Rumble match de 30 hombres, donde el ganador de este año recibirá una lucha por el Campeonato Mundial Pesado de la WWE en WrestleMania 31. En TLC: Tables, Ladders & Chairs, Roman Reigns regresó y anunció su presencia en el Royal Rumble match. En el episodio del 29 de diciembre de Raw, Daniel Bryan anunció su participación en la lucha. En el episodio del 6 de enero de Main Event, el Campeón de los Estados Unidos de la WWE Rusev anunció su participación en la lucha. En el episodio del 9 de enero de SmackDown, Bray Wyatt y el Campeón Intercontinental de la WWE Bad News Barrett anunciaron su participación en la lucha. En el episodio del 12 de enero de Raw, Dean Ambrose anunció su participación en la lucha. En el episodio del 13 de enero de Main Event, Goldust y Stardust anunciaron su participación en la lucha. En el episodio del 15 de enero de SmackDown, Big Show y Kane anunciaron su participación en la lucha. En la edición del 19 de enero de Raw, R-Truth, The Miz y Damien Mizdow anunciaron su participación en la lucha. En la edición del 22 de enero de SmackDown, Dolph Ziggler derrotó a Bad News Barrett, Luke Harper derrotó a Erick Rowan y Ryback derrotó a Rusev por cuenta fuera para clasificar para la lucha. Esa misma noche, Daniel Bryan derrotó a Kane para conservar su lugar en la lucha.

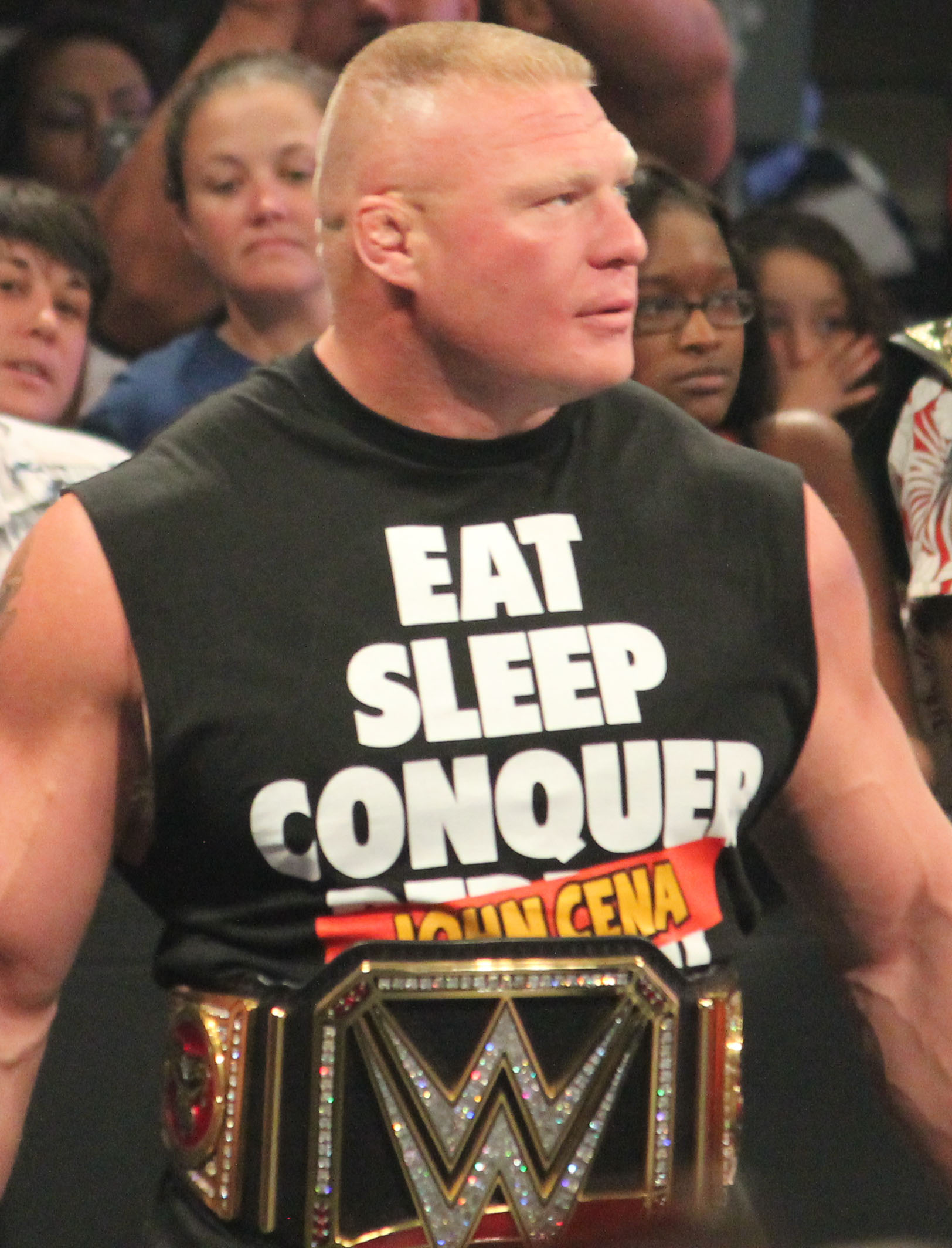
Brock Lesnar defendió su Campeonato Mundial Peso Pesado de la WWE en el evento.

En SummerSlam, Brock Lesnar derrotó a John Cena, para ganar el Campeonato Mundial Peso Pesado de la WWE. Cena recibió su revancha en Night of Champions contra Lesnar, pero ganó por descalificación, cuando Seth Rollins interfirió en la lucha; como el campeonato no puede cambiar de manos en una descalificación, Lesnar retuvo el título. En Hell in a Cell, Cena derrotó a Randy Orton para convertirse en el retador #1 por el Campeonato Mundial Peso Pesado de la WWE. En TLC: Tables, Ladders & Chairs, Cena derrotó a Rollins en un Tables match para conservar su estatus de retador #1. Más tarde en el evento, se anunció que Cena enfrentaría a Lesnar por el título en Royal Rumble. En el episodio del 5 de enero de 2015 de Raw, Rollins fue agregado a la lucha, como recompensa por traer de vuelta a The Authority después de que el mismo Rollins forzó a Cena a hacerlo en el episodio anterior, transformando la lucha en un Triple Threat match. En la edición del 19 de enero de Raw, Triple H obligó a Cena a competir en un Handicap match no sólo para asegurar su lugar en el Triple Threat match, pero también para recuperar los empleos de Erick Rowan, Dolph Ziggler y Ryback después de que los tres últimos habían sido despedidos previamente por The Authority por aliarse con Cena en Survivor Series. Con la ayuda de Sting, que previamente asistió al equipo de Cena en Survivor Series, Cena ganó la lucha y luego Lesnar descendió al ring y atacó a Rollins, Big Show y Kane, aplicando un F-5 a los últimos dos como venganza por recibir un Curb Stomp de Rollins durante la firma de contrato de la lucha una semana antes.
En el episodio del 29 de diciembre de 2014 de Raw, The Usos derrotaron a The Miz y Damien Mizdow para ganar el Campeonato en Parejas de la WWE. En el episodio del 15 de enero de SmackDown, se anunció que The Usos defenderían el título contra Miz y Mizdow en el evento.
En el episodio del 5 de enero de Raw, Paige salió y ayudó a Natalya a derrotar a Nikki Bella. En el episodio del 6 de enero de Main Event, Natalya salió y ayudó a Paige a derrotar a Nikki Bella. En el episodio del 12 de enero de Raw, Brie Bella venció a Paige debido a una distracción de Tyson Kidd. En el episodio del 15 de enero de SmackDown, Natalya derrotó a Nikki por sumisión. En la edición del 19 de enero de Raw, después de que Paige y Natalya derrotaron a Summer Rae y Alicia Fox, fue anunciado que The Bella Twins (Brie y Nikki) se enfrentarían a Paige y Natalya en una lucha de equipos en el evento.
En el episodio del 5 de enero de Raw, Cesaro y Tyson Kidd atacaron a Kofi Kingston y Xavier Woods, lo que permitió a Adam Rose derrotar a Big E. En el episodio del 19 de enero de Raw, Big E y Kofi derrotaron a Cesaro y Kidd. Más tarde esa noche, se anunció que The New Day se enfrentarían a Cesaro, Kidd y Rose en una lucha de equipos de seis hombres en el Royal Rumble Kickoff Show. El 25 de enero, fue cambiada a una lucha en equipos con Cesaro y Kidd acompañados por Rose contra Big E y Kingston con Woods siendo incapaz de competir.
En el episodio del 29 de diciembre de Raw, The Ascension (Konnor y Viktor) hicieron su debut en la WWE. En las siguientes semanas, el dúo comenzó a llamarse el mejor equipo en parejas de todos los tiempos, y a llamarse mejores que famosos equipos en parejas, como The Road Warriors. En el episodio del 19 de enero de Raw, The Ascension fueron atacados por el New World Order, The Acolytes Protection Agency y The New Age Outlaws (Road Dogg y Billy Gunn) después de que The Ascension interrumpiera la reunión del nWo. Más tarde esa noche, se anunció que The Ascension enfrentaría a The New Age Outlaws en el evento.

## Resultados
- Kick-Off: Cesaro & Tyson Kidd (con Natalya & Adam Rose) derrotaron a The New Day (Big E & Kofi Kingston) (con Xavier Woods). (11:03)[13]
  - Kidd cubrió a Kingston después de un «Uppercut» de Cesaro y un «Code Blue».
  - Durante la lucha, Woods interfirió a favor de The New Day atacando a Cesaro.
- The Ascension (Konnor & Viktor) derrotaron a The New Age Outlaws (Road Dogg & Billy Gunn). (5:25)[14]
  - Konnor cubrió a Gunn después de un «Fall of Man».
  - Esta fue la última lucha de The New Age Outlaws en WWE.
- The Usos (Jey Uso & Jimmy Uso) derrotaron a The Miz & Damien Mizdow y retuvieron los Campeonatos en Parejas de la WWE. (9:20)[15]
  - Jey cubrió a The Miz después de un «Samoan Splash».
- The Bella Twins (Brie Bella & Nikki Bella) derrotaron a Paige & Natalya. (8:04)[16]
  - Nikki cubrió a Natalya después de un «Forearm Smash».
- Brock Lesnar (con Paul Heyman) derrotó a John Cena y Seth Rollins (con Jamie Noble & Joey Mercury) y retuvo el Campeonato Mundial Peso Pesado de la WWE. (22:52)[17]
  - Lesnar cubrió a Rollins después de un «F-5».
  - Durante la lucha, Noble & Mercury interfirieron a favor de Rollins.
- Roman Reigns ganó el Royal Rumble Match 2015. (59:33)[18]
  - Reigns eliminó finalmente a Rusev, ganando la lucha.
  - Hacia el final de la lucha, The Rock hizo su regreso ayudando a Reigns.

## Royal Rumble: entradas y eliminaciones

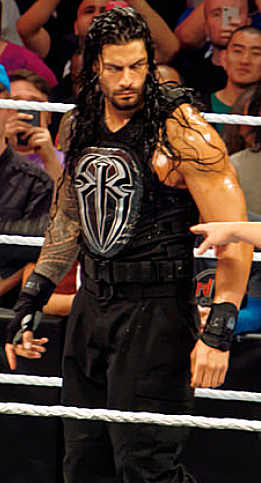
Roman Reigns, ganador del Royal Rumble 2015.

El color gris ██ indica las superestrellas en modo Alumni. Cada participante entraba en intervalos de 90 segundos.
| Entradas | Entradas            | Eliminado por | Eliminado por    | Elim. | Tiempo |
| -------- | ------------------- | ------------- | ---------------- | ----- | ------ |
| 1        | The Miz             | 1             | Bubba Ray        | 0     | 04:01  |
| 2        | R-Truth             | 2             | Bubba Ray        | 0     | 04:13  |
| 3        | Bubba Ray Dudley    | 3             | Wyatt            | 2     | 05:22  |
| 4        | Luke Harper         | 5             | Wyatt            | 0     | 03:42  |
| 5        | Bray Wyatt          | 25            | Big Show y Kane  | 6     | 47:29  |
| 6        | Erick Rowan         | 4             | Wyatt            | 0     | 00:50  |
| 7        | The Boogeyman       | 6             | Wyatt            | 0     | 00:47  |
| 8        | Sin Cara            | 7             | Wyatt            | 0     | 00:37  |
| 9        | Zack Ryder          | 8             | Wyatt            | 0     | 00:34  |
| 10       | Daniel Bryan        | 12            | Wyatt            | 1     | 10:36  |
| 11       | Fandango            | 11            | Rusev            | 0     | 07:50  |
| 12       | Tyson Kidd          | 9             | Bryan            | 0     | 02:41  |
| 13       | Stardust            | 16            | Reigns           | 0     | 12:49  |
| 14       | Diamond Dallas Page | 10            | Rusev            | 0     | 02:47  |
| 15       | Rusev               | 29            | Reigns           | 6     | 35:40  |
| 16       | Goldust             | 15            | Reigns           | 0     | 06:35  |
| 17       | Kofi Kingston       | 14            | Rusev            | 0     | 03:04  |
| 18       | Adam Rose           | 13            | Rusev            | 0     | 00:08  |
| 19       | Roman Reigns        | -             | Ganador          | 6     | 27:29  |
| 20       | Big E               | 19            | Rusev            | 0     | 15:04  |
| 21       | Damien Mizdow       | 17            | Rusev            | 0     | 00:18  |
| 22       | Jack Swagger        | 21            | Big Show         | 0     | 13:06  |
| 23       | Ryback              | 20            | Big Show y Kane  | 0     | 11:15  |
| 24       | Kane                | 27            | Reigns           | 4     | 17:13  |
| 25       | Dean Ambrose        | 26            | Big Show y Kane  | 1     | 10:40  |
| 26       | Titus O'Neil        | 18            | Ambrose y Reigns | 0     | 00:04  |
| 27       | Bad News Barrett    | 22            | Ziggler          | 0     | 06:10  |
| 28       | Cesaro              | 23            | Ziggler          | 0     | 05:16  |
| 29       | The Big Show        | 28            | Reigns           | 5     | 08:39  |
| 30       | Dolph Ziggler       | 24            | Big Show y Kane  | 2     | 02:29  |

1. ↑  Curtis Axel era el participante #6 pero Rowan lo atacó, para luego tomar su lugar.

## Recepción
La muy negativa reacción de los fans que asistieron al evento en Filadelfia hacia el Royal Rumble match y su ganador fue descrita como siendo aún peor que el evento de 2014. Cuando Daniel Bryan fue eliminado en la primera mitad de la lucha, la multitud coreó repetidamente su nombre durante la segunda mitad de la lucha mientras abucheaban a otros luchadores cuando hacían su entrada a la misma, incluyendo al eventual ganador y usual face Roman Reigns. La multitud se volvió aún más descontenta cuando Dolph Ziggler, Bad News Barrett y Dean Ambrose fueron eliminados, y coreaban por el villano antiamericanista Rusev cuando el evento principal se redujo a Rusev y Reigns, así como cantos de «bullshit» y «CM Punk». Reigns fue abucheado después de ganar el evento principal, incluso después de que recibió el apoyo de The Rock, y The Rock fue abucheado por ayudar a Reigns. Algunos fanes llevaron a los servicios de redes sociales su descontento por la eliminación de Bryan.
Dave Scherer de Pro Wrestling Insider escribió que «definitivamente vale la pena ver [el evento] por la lucha [por el Campeonato Mundial Peso Pesado de la WWE] y cómo el Rumble salió mal». Añadió que «traer de vuelta a Bryan para esta lucha fue un gran error, al menos esta noche», ya que «los fans querían Bryan y se lo llevaron», con el resultado de que «totalmente mataron a Roman a los ojos de los aficionados», resultando en un final «muy malo».
James Caldwell del boletín Pro Wrestling Torch calificó el evento principal de Royal Rumble con 3,5 estrellas de 5, comentando que fue un «buen Rumble» hasta que «la multitud le dió la espalda a la lucha cuando vieron cómo acabaría». Caldwell elogió la participación de Bray Wyatt en la lucha y señaló que Bubba Ray Dudley fue un «buen retorno sorpresa», pero añadió que cualquier buen momento durante la lucha fue «eclipsado por el final». Caldwell calificó la lucha por el Campeonato Mundial Peso Pesado de la WWE con 4.0 de 5 estrellas, elogiando la «muy fuerte historia que contaba» y describiendo la acción como «excelente» pero añadiendo que la lucha fue «demasiado dependiente de los kick-outs de los movimientos finales». Calificó la lucha por el Campeonato en Parejas con 2,5 estrellas, describiéndolo como una «sólida lucha en parejas», mientras que la lucha de Divas y la primera lucha entre The Ascension y The New Age Outlaws ambas recibieron 1,5 estrellas de 5.
Kenny Herzog de Rolling Stone cuestionó la posibilidad de que el Royal Rumble match sea el peor en la historia, argumentando que varios factores tales como el mal trato de anteriores Campeones Intercontinentales, la inesperada eliminación temprana de Daniel Bryan y el dominio de Kane y Big Show sobre el talento joven fueron factores detractores para la lucha. Herzog concluyó que «era menos un Rumble match – es decir, la clase [de lucha] repleta de hazañas de resistencia y atletismo, caos y docenas de historias por desarrollar – que un conjunto de festivales de golpes al azar sin ningún estímulo o punto. A menos, es decir, si aún crees que la idea de la omnipresencia de The Authority es lo que es mejor para los negocios». A pesar de ello, Herzog elogió la animada multitud de Filadelfia, el retorno de Bubba Ray Dudley y el desempeño de Rollins en la lucha por el Campeonato Mundial Peso Pesado de la WWE como positivos.
Bill Hanstock de SBNation.com escribió que la eliminación de Ziggler y Wyatt por Kane y Big Show «fue un fastidio total y aguó la fiesta a todos los presentes» y que «Reigns ganando se sentía como una conclusión inevitable». Elogió la lucha por el Campeonato Mundial Peso Pesado de la WWE, describiéndola como «estimulante» y un «clásico instantáneo» y agregó que «puede muy bien colocarse como lucha del año».
El miembro del WWE Hall of Fame Mick Foley, quien había sido crítico del show del año anterior, escribió que se entristeció por la perspectiva del Royal Rumble perdiendo su lustre y relevancia como un evento anual, y que ahora considera que es «un obstáculo para la buena voluntad y el entusiasmo necesarios para un ambiente verdaderamente memorable en WrestleMania». Foley apuntó a la WWE sobre el uso supuestamente poco imaginativo y poco halagador de favoritos de los fanáticos en el evento principal de Royal Rumble y, basado en sus observaciones de los fanes cuando salieron de la arena, dijo que «no había ninguna alegría en Filadelfia».

## Consecuencias
Algunos fanes llevaron a los servicios de redes sociales su descontento por la eliminación de Bryan. Poco después del suceso, #CancelWWENetwork se convirtió en la más alta tendencia en Twitter en todo el mundo, mientras que Pro Wrestling Insider informó que la página de cancelación en línea de WWE Network no estaba pudiendo cargar y que a algunos suscriptores que habían llamado a la WWE para cancelar su suscripción se les había dicho que volvieran a llamar al día siguiente porque había demasiadas personas intentando cancelar su suscripción. Dos días después del evento, WWE anunció que WWE Network superó el millón de suscriptores en todo el mundo, pero el boletín Pro Wrestling Torch informó que los recientes «molestos suscriptores cancelando» aún no habían sido tomados en cuenta en la lista de suscriptores. Cuatro días después del Royal Rumble, WWE anunció una nueva promoción para WWE Network donde nuevos abonados podrían ver gratis durante el mes de febrero. En febrero de 2015, WWE realizó una encuesta en WWE.com preguntando si los fanáticos consideraban a Bryan o Reigns como el más merecedor de encabezar WrestleMania 31; después de más de 33.000 votos, 86% de los votos fueron para Bryan. También en ese mes, el presidente de la WWE Vince McMahon respondió a #CancelWWENetwork en una conferencia telefónica, diciendo que la controversia era buena para la WWE. McMahon consideró que era solo un malestar de minoría que «no ganara el babyface» y que «Santa Claus no viniera a ese PPV», pero esperaba que aquellos que se quejan seguirán viendo la WWE de todos modos.
Mientras que algunas personas al parecer planeaban boicotear el Raw de la noche siguiente en protesta, WWE tuvo que posponer el evento programado en Hartford, Connecticut debido a una tormenta de nieve en el noreste, marcando la primera vez que WWE tuvo que cancelar una grabación de Raw desde el doble homicidio-suicidio de Chris Benoit y la primera vez que Raw tuvo que trasladarse a otra ciudad desde 2009. WWE también canceló su programada grabación de SmackDown en Boston la noche siguiente. WWE decidió transmitir Raw desde la sede de la WWE en la cercana Stamford, Connecticut en su lugar, anunciando que organizaría un SmackDown en vivo el jueves en Hartford, honrando los boletos que se utilizarían para Raw, permitiendo mientras a los fanes en Boston intercambiar sus entradas para un próximo house show el 27 de junio u obtener un reembolso completo.
El Raw de la noche siguiente mostró la lucha por el Campeonato Mundial Peso Pesado de la WWE del Royal Rumble en su totalidad, así como la Royal Rumble match misma casi íntegramente, cortando las entradas de Goldust y Bad News Barrett, así como la entrada y eliminación de Titus O'Neil durante cortes comerciales. Seth Rollins, Brock Lesnar, Paul Heyman, Roman Reigns y Daniel Bryan realizaron entrevistas en el estudio con varios comentaristas de la WWE, mientras que Dean Ambrose «caminó» hasta la sede de la WWE desde Hartford debido a la prohibición de viajar en todo el estado.

## Otros roles
Comentaristas
- Michael Cole
- Jerry "The King" Lawler
- John "Bradshaw" Layfield

Comentaristas en español
- Carlos Cabrera
- Marcelo Rodríguez

Anunciadores
- Lillian García
- Eden Stiles